# Кумысная поляна

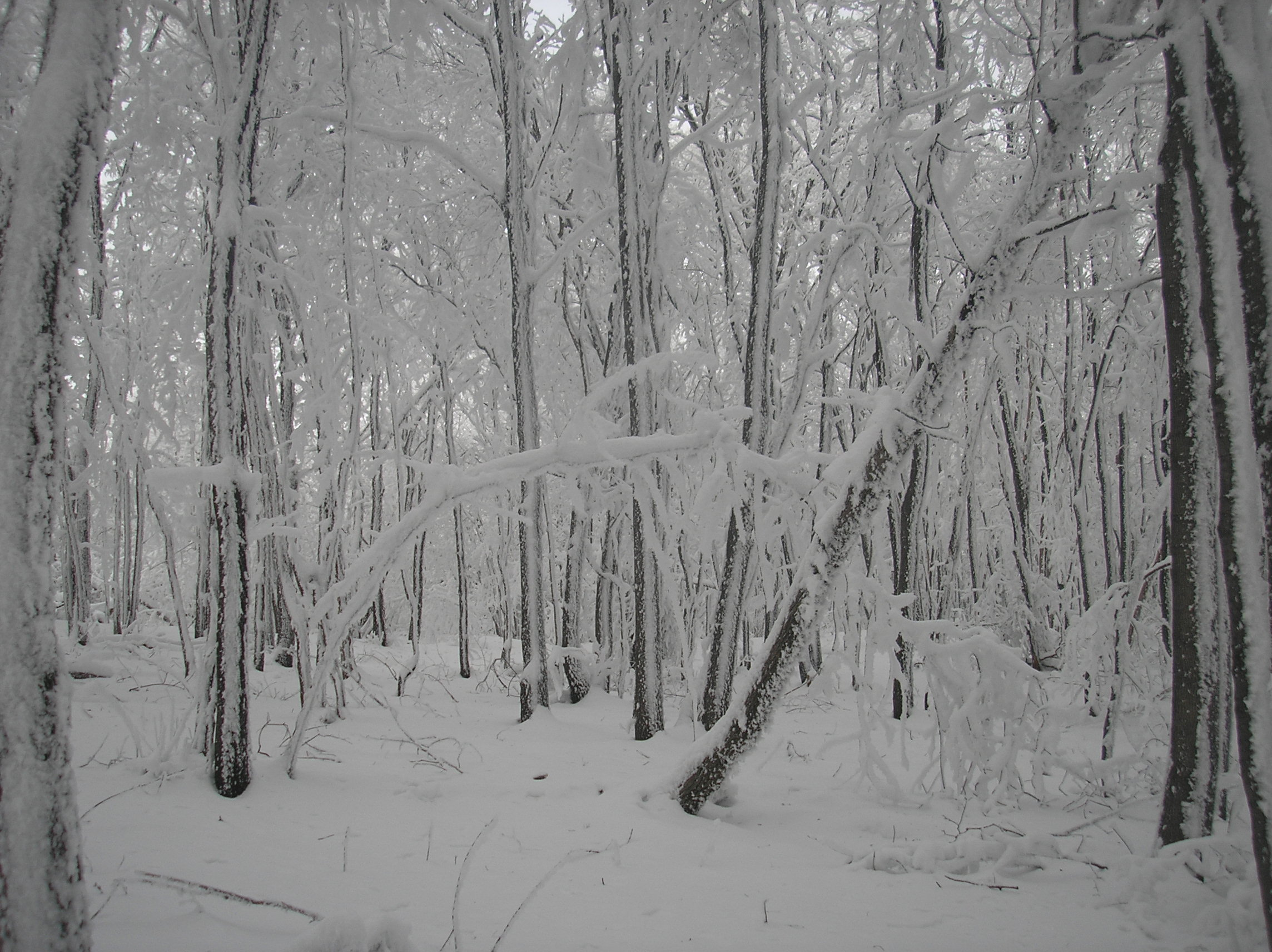
Кумысная поляна зимой

Кумы́сная поля́на — природный парк, окаймляющий современный Саратов с запада.
Парк был образован в 1991 году для сохранения уникального природного комплекса пригородного лесного массива и создания условия для загородного отдыха, а также экологического воспитания жителей города Саратова.
Общая площадь парка составляет 4417 га. Расположен он в основном на «площадке» Лысогорского плато с запада от города и его склонах этого плато.
На территории парка «Кумысная поляна» проживают зайцы, лисы; встречаются лоси, косули и кабаны. Много видов насекомых, пресмыкающихся, лесных птиц — в частности, очень многочисленны совы.
Парк осуществляет ведение лесного хозяйства (к примеру, облесение крутосклонов, посадка новых лесных культур). Ведется работа по вывозу мусора, обустройству родников, вырубке сухих деревьев, оборудованию мест отдыха, формированию ландшафтов, охране и защите леса.
На территории парка работают различные санатории и профилактории, детские лагеря и лыжные базы.
C 2009 года администрация города Саратова начала борьбу с въездом автотранспорта на территорию лесопарка.

## История

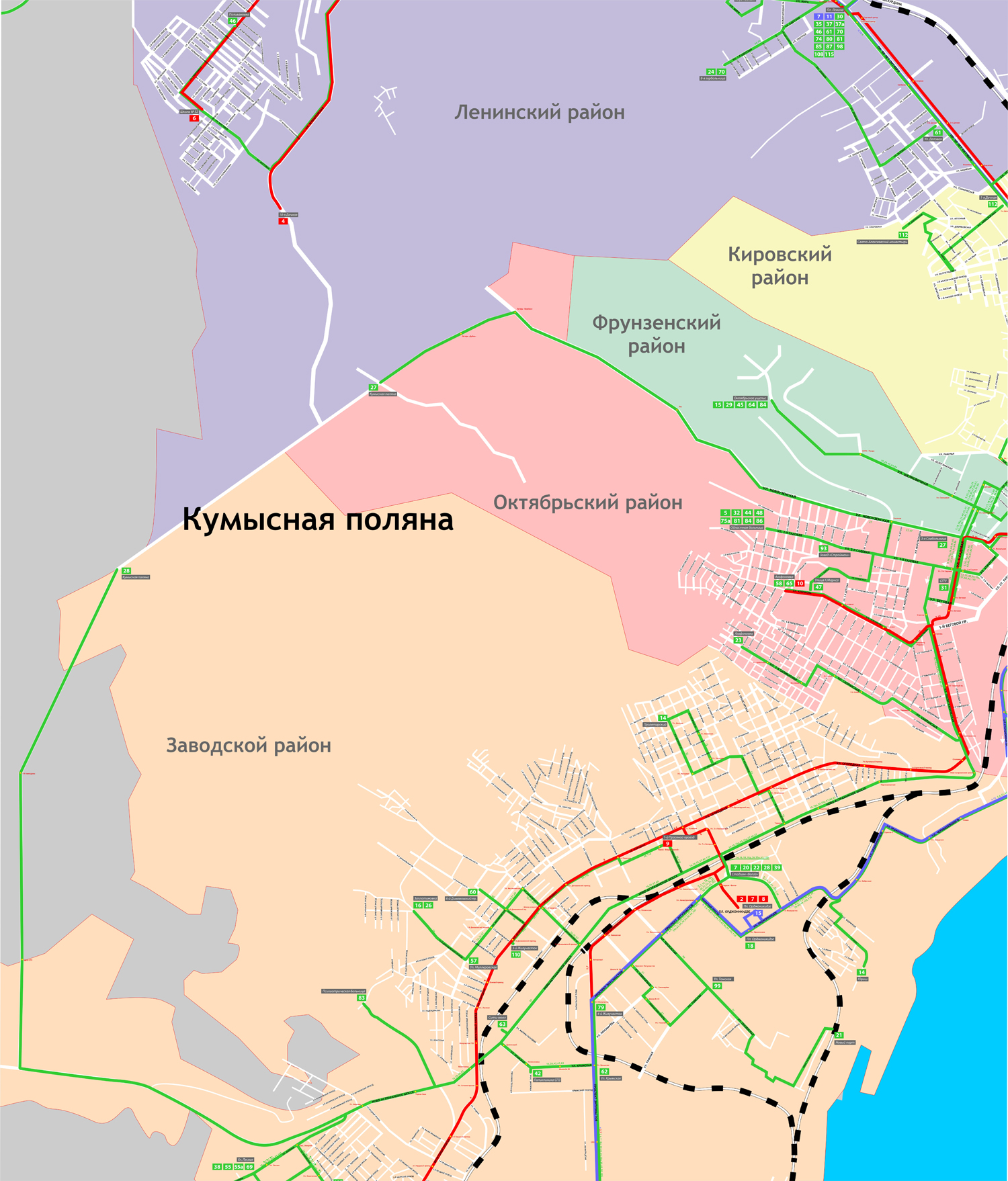
Кумысная поляна в составе Саратова

Кумысная поляна получила название в XIX веке. Местные татары арендовали её для выпаса лошадей. Татары продавали производимый из кобыльего молока кумыс, который пользовался популярностью среди жителей Саратова. По нему поляна получила своё название.
Во второй половине ΧΙΧ века поляна стала одним из излюбленных мест отдыха горожан. На поляну приезжали на этюды ученики Боголюбовского рисовального училища. В 1910 году на поляну стал ходить трамвай, получивший в народе название «туда-сюда» — кольцевых конечных не было и вагоновожатый переходил в кабину вагона с другой стороны, чтобы поехать в обратном направлении по маршруту (в лесу сохранились остатки двух полуразрушенных бетонных трамвайных мостов через овраги, этим сооружениям более 100 лет). Трамвай ходил на Кумысную поляну с 10-го Дачного посёлка (ныне — 10-я Дачная остановка, конечная трамвая маршрута № 4). Далее появился маршрут трамвая № 3. Этот трамвай внёс вклад в городскую топонимику: по его остановкам (1-й Дачный посёлок, 2-й Дачный посёлок и т. д.) получили название части Ленинского района города — 1-я Дачная (остановка), 2-я Дачная и т. д. О поездке на таком трамвае, можно прочитать в романе К. Федина «Первые радости»).
На рубеже веков Саратовский Крестьянский Поземельный банк начал арендовать земли для строительства дач вокруг леса. На деньги банка лес благоустраивался, в нём проводились дороги, создавались пруды, оформлялись родники. Иметь дачу в районе Кумысной поляны в те годы считалось престижным среди богатых саратовцев.
В 1930-е годы на Кумысной поляне была построена одна из мощнейших радиостанций Советского Союза — РВ-3. В годы Великой Отечественной войны на Кумысной поляне располагались военные части, направленные на отдых или переформирование. С середины XX века на территории поляны было создано большое количество рекреационных объектов, среди них около 30 оздоровительных учреждений, 25 детских лагерей, несколько лыжных баз, а также горнолыжная трасса.
В 1991 году на поляне был организован лесопарк «Кумысная поляна».

## География
Абсолютная высота плато, на котором расположена Кумысная поляна, составляет 282 метра. Выделяются плоские водораздельные поверхности и расчленённые склоны плато. Они изрезаны ущельями и оврагами, некоторые из которых признаны наиболее чистыми районами города. В целом, плато достаточно своеобразно.

## Флора и фауна
Из растительности преобладают широколиственные леса. Основные породы — дуб, клён, липа, берёза, осина. Из животных стоит отметить зайцев и лис; кроме них, в лесу встречаются лоси, косули и кабаны. Присутствует большое разнообразие насекомых, пресмыкающихся, птиц и различных мелких млекопитающих.

### Возвышенности Кумысной поляны

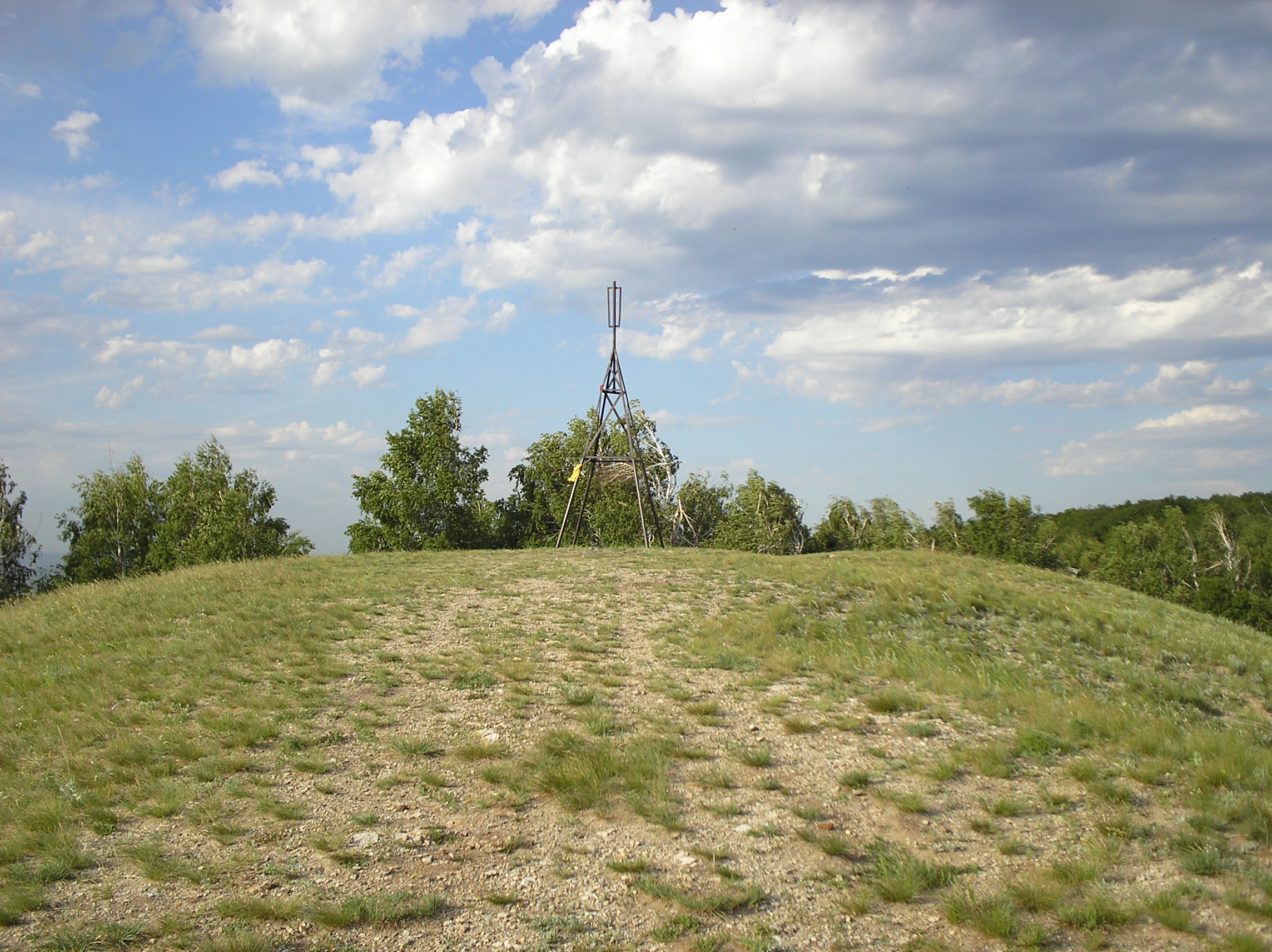
Пик пионеров в лесопарке «Кумысная поляна»

## Достопримечательности